# Xanthophyceae
Xanthophyceae, Xanthophyta o algas verde-amarillas es un pequeño grupo de algas pertenecientes al filo Ochrophyta, fundamentalmente de aguas continentales y suelo, aunque algunas especies son marinas. Los pigmentos de los cloroplastos les dan su característico color verde-amarillento. El grupo comprende unas 600 especies, algunas de las cuales son unicelulares, pero otras se agrupan en colonias.

## Características
Algunas algas verde-amarillas se presentan en formas unicelulares, a veces flageladas, aunque tienden a agruparse en colonias de filamentos simples o ramificados, también pueden aparecer estados palmeloide. No forman colonias móviles, pero pueden aparecer gametos o zoosporas flagelados. Las células son uninucleadas, si bien existen formas cenocíticas.
Las células presentan flagelos heterocontos, el más largo es mastigonemado o pleuronemático, con mastigonemas en dos filas. La pared celular es de celulosa o de pectina, en algunos géneros está formada por piezas en forma de H que encajan unas en otras.
Los cloroplastos suelen ser discoidales y presentarse en posición parietal. Presentan DNA dispuesto en forma de anillos, El número presente de membranas en el cloroplasto es de 4 originada por una segunda endosimbiósis entre dos microorganismos Eucariontes uno heterótrofo y el otro autótrofo. Almacenan lípidos y crisolaminarina (leucosina) como nutriendo de reserva, también pueden almacenar manitol y otros polisacáridos, nunca presentan almidón. Presentan clorofilas a y c, β-caroteno, xantofilas, diadinoxantina (verde amarillenta), vaucherioxantina, nunca presentan fucoxantina. Los tilacoides se agrupan de tres en tres, en Tribonema hay una lamela periférica ceñidora, pero puede estar ausente en otros géneros. El cloroplasto puede incluir un pirenoide. 
La reproducción es por división celular y por fragmentación. Las esporas son móviles o inmóviles y algunas zoosporas son pluriflageladas. Pueden aparecer planosporas (zoosporas) o aplanosporas. La reproducción sexual solo se conoce en algunas especies. 

## Caracteres taxonómicos
- La mayoría de las sp. son unicelulares, coloniales o cocoides. Hay un número considerable de sp.  donde el talo está compuesto por sifones multinucleados,  unas pocas consisten en filamentos multinucleados y una pequeña minoría es flagelada o amiboidea.
- En las células flageladas el flagelo está insertado cerca del apéndice en la célula y no lateralmente.
- En células unicelulares flageladas está presente un típico aparato fotorreceptor heterokontofito
- Cloroplasto
- Pared celular[3]

## Reproducción

### sexual
- Se ha observado reproducción sexual en los xanthophyta, Botrydium, Tribonema y Vaucheria.

- En los dos primeros géneros, ambos gametos son flagelados mientras que en Vaucheria la reproducción es oogamia.

### asexual
- Algunos organismos se multiplican por fragmentación, zoosporas, aplanosporas. Además algunos tienen la capacidad de formar estructuras de resistencia.

- En algunos casos, las condiciones medioambientales determinan si el alga reproduce por zoosporas o aplanosporas.

## Clasificación
Las xantofitas se dividen en dos órdenes, dependiendo principalmente de las estructuras reproductivas:
- Tribonematales. Incluye formas filamentosas, cocoides y capsoides, a veces con pared celular (entera o formada por piezas en forma de H), que carecen de estructuras reproductivas complejas.

- Vaucheriales. Presentan una forma filamentosa sifonal con estructuras reproductivas complejas como anteridios y oogonios.

## Galería
A continuación se muestran distintas estructuras de Vaucheria.

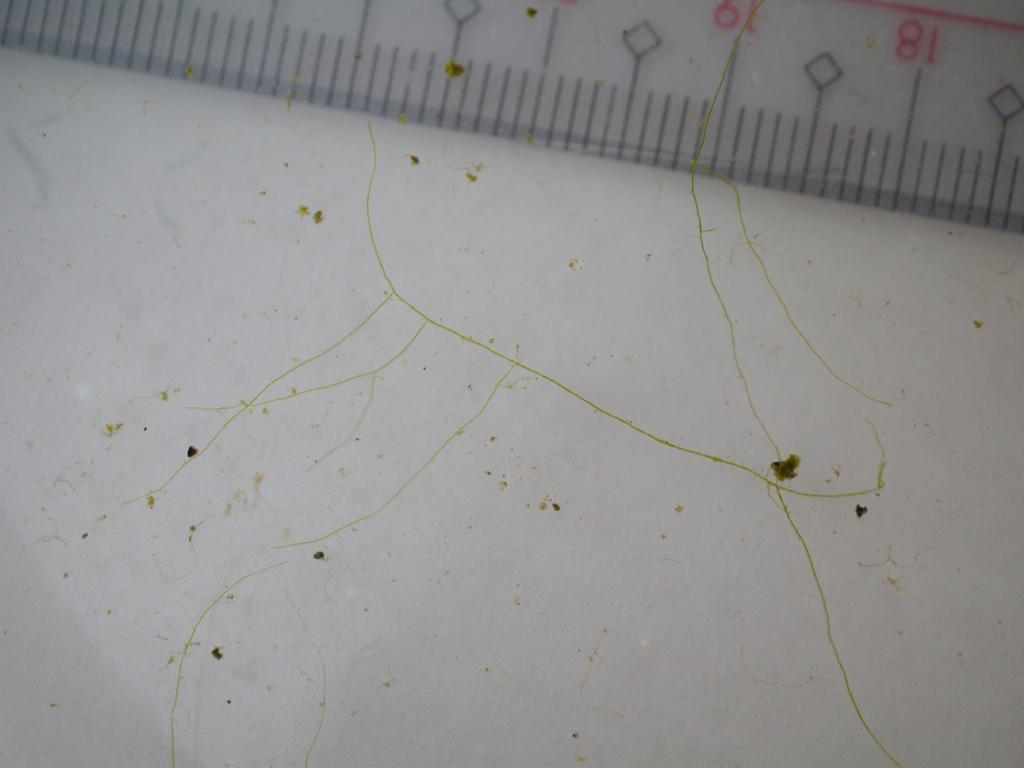
Talo
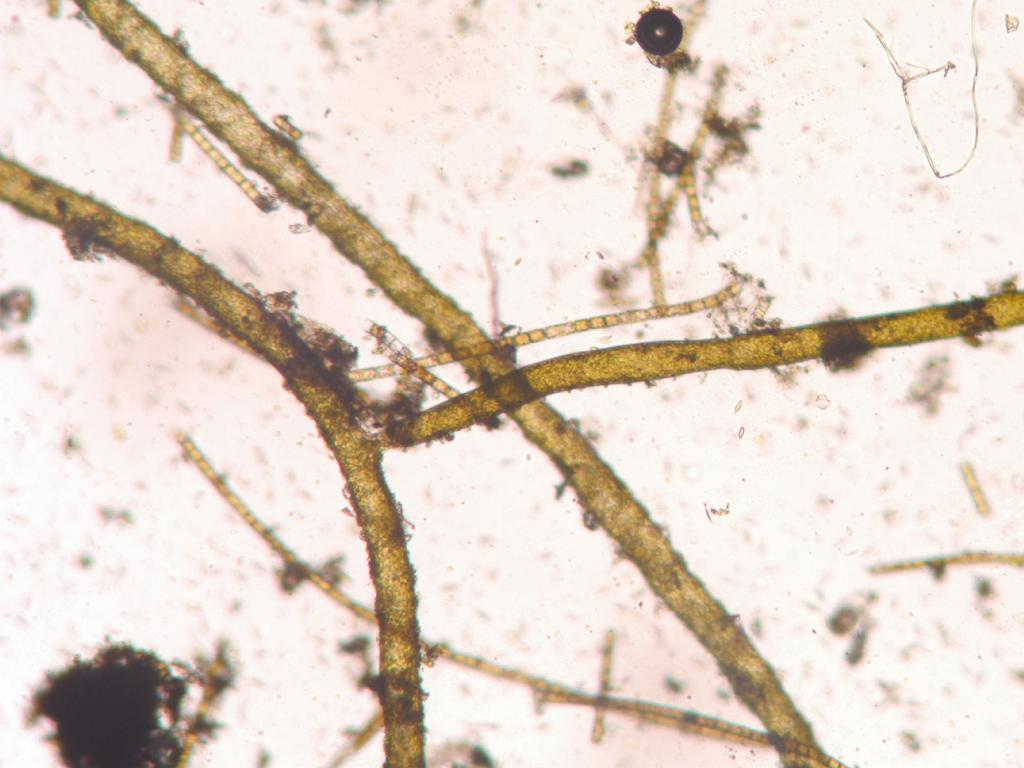
Ramificación
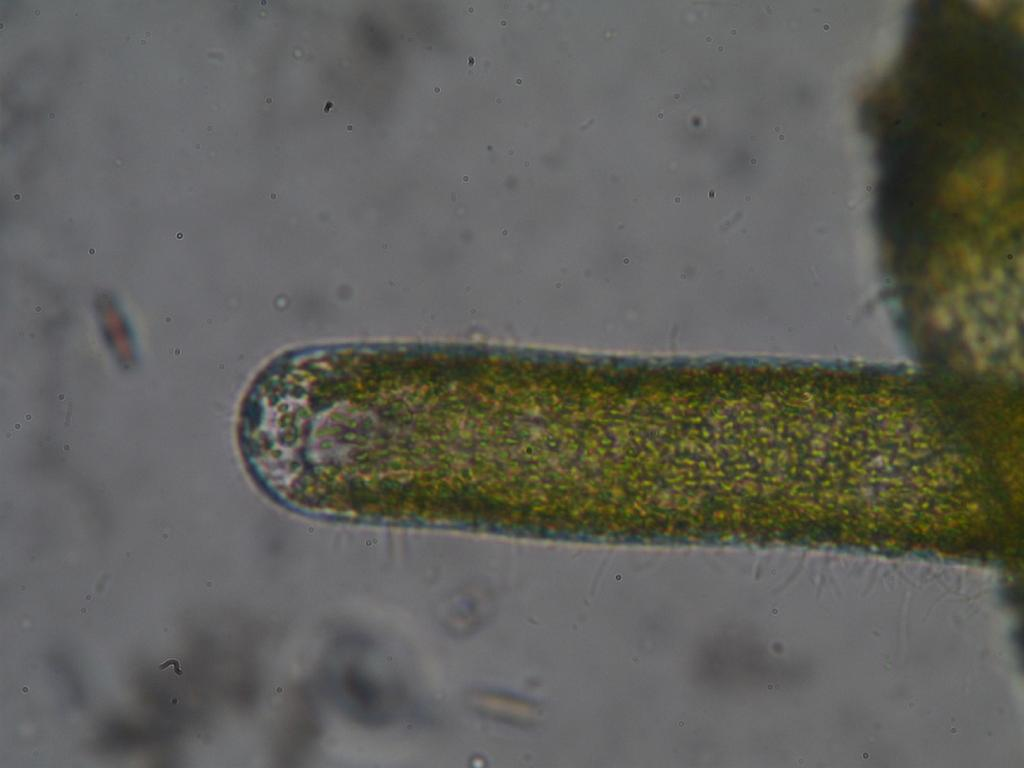
Extremo de un talo
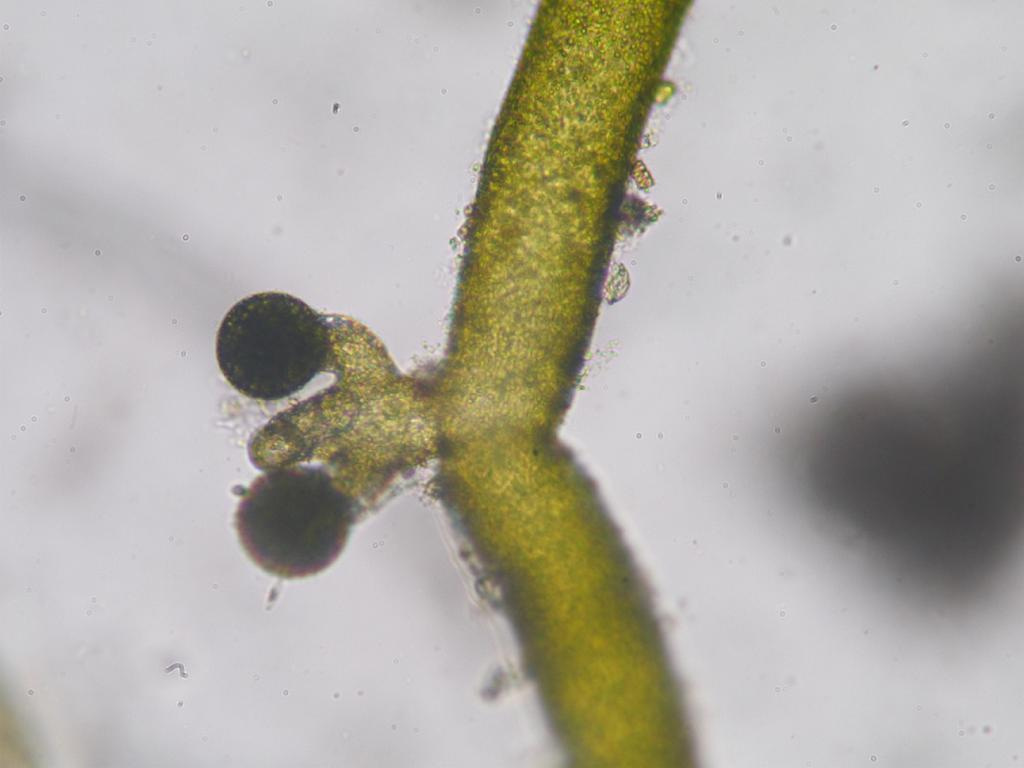
Órgano reproductivo
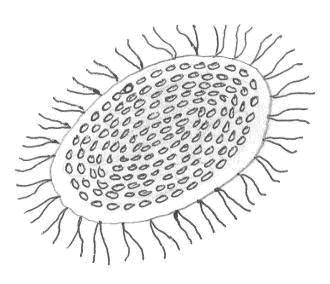
Zoospora